# Śmierć Garry’ego Hoya

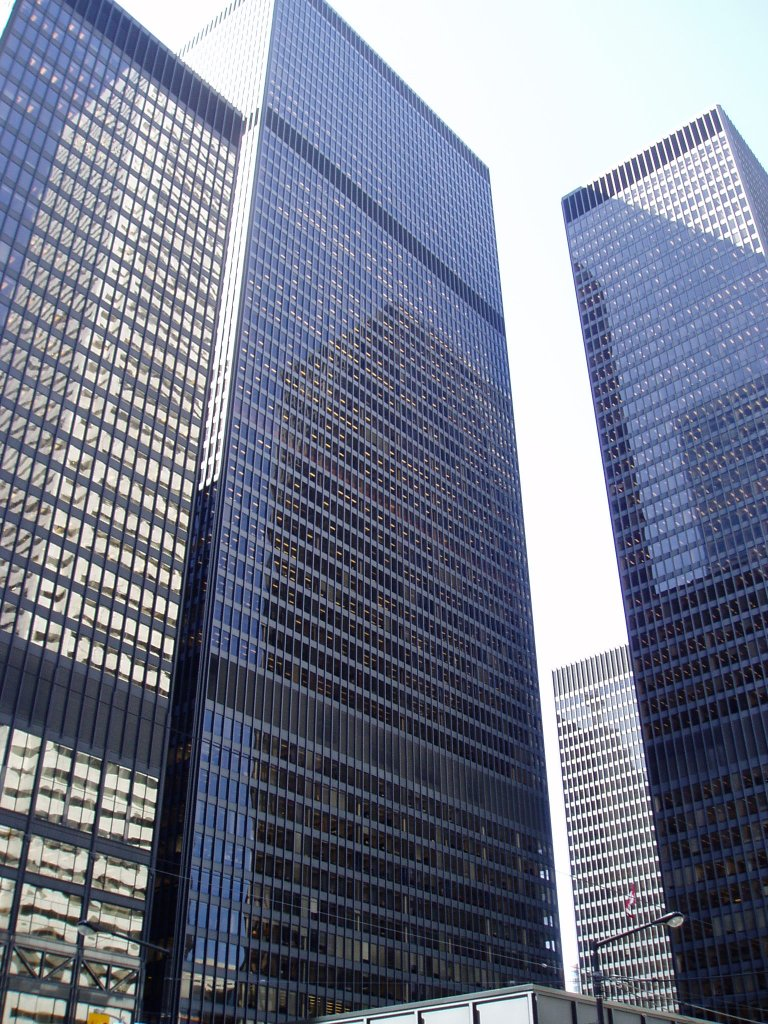
Trzy wieżowce Toronto-Dominion Centre: (od lewej) wieża Ernst & Young, wieża TD Bank oraz wieża TD North. Hoy spadł z wieży TD Bank (znanej wówczas jako Toronto Dominion Bank Tower).

Śmierć Garry’ego Hoya – wydarzenie, które 9 lipca 1993 roku doprowadziło do śmierci 39-letniego kanadyjskiego prawnika Garry’ego Hoya, który zginął w wyniku upadku z 24. piętra biurowca Toronto-Dominion Centre w Toronto. Chcąc udowodnić grupie przyszłych aplikantów, że szklane okna budynku są nietłukące, rzucił się na szybę. Szkło nie pękło przy uderzeniu, jednak rama okienna ustąpiła, w wyniku czego Hoy spadł i poniósł śmierć.

## Opis zdarzenia
Hoy był specjalistą w zakresie prawa korporacyjnego i papierów wartościowych w kancelarii Holden Day Wilson w Toronto. Podczas oprowadzania grupy aplikantów po budynku Toronto-Dominion Centre próbował zademonstrować wytrzymałość szyb, rzucając się na jedno z okien. Podobno wykonywał ten pokaz wiele razy wcześniej, za każdym razem odbijając się od szkła bez żadnych obrażeń. Po jednym z takich uderzeń, gdy szyba wytrzymała, Hoy spróbował ponownie. Tym razem jednak siła uderzenia sprawiła, że okno wypadło z ramy, przez co cała nienaruszona szyba wraz z Hoyem wypadła z budynku.
Inżynier budowlany Bob Greer został zacytowany przez Toronto Star, mówiąc: „I don't know of any building code in the world that would allow a 160-pound [73 kg] man to run up against a glass and withstand it.”, co można tłumaczyć na „Nie znam żadnego kodeksu budowlanego na świecie, który pozwalałby, by 160-funtowy [73 kg] mężczyzna mógł uderzyć w szybę z rozpędu, a ta by to wytrzymała.”. W innym wywiadzie rzecznik kancelarii wspomniał, że szyba w rzeczywistości nie pękła, lecz wypadła z ramy, co doprowadziło do śmiertelnego upadku Hoya.
Śmierć Hoya przyczyniła się do zamknięcia kancelarii Holden Day Wilson w 1996 roku, co było wówczas największym przypadkiem likwidacji kancelarii prawniczej w Kanadzie.

## W kulturze masowej
Historia Hoya została przedstawiona w licznych programach telewizyjnych, w tym w Pogromcach mitów oraz Śmierć na 1000 sposobów (w odcinku „Unforced Errors”).
Śmierć Hoya została również wykorzystana jako fikcyjny wątek fabularny w piątym sezonie kanadyjskiego serialu Workin' Moms oraz w drugim sezonie kanadyjskiego serialu Billable Hours. W otwarciu pierwszego odcinka drugiego sezonu, zatytułowanego „Birthday Suits”, prawnik próbuje zademonstrować wytrzymałość szyb w biurowcu, rzucając się na jedną z nich, jednak szyba pęka, a on spada i ponosi śmierć.